# Gelede tram

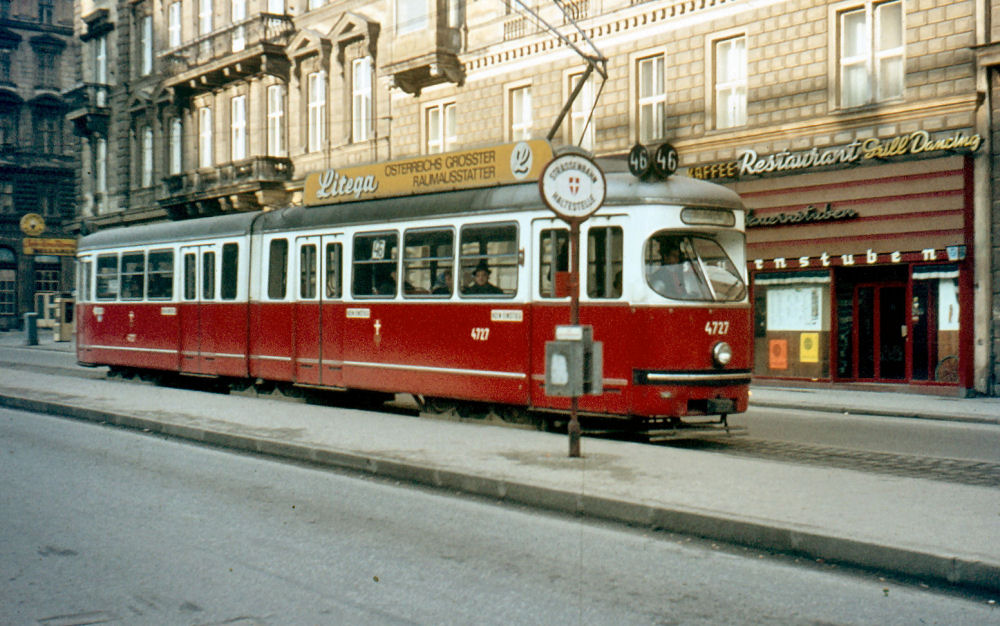
Een gelede tram van een ontwerp van Duewag in Wenen

Een gelede tram is een tram die uit meerdere onderling beweegbare delen bestaat, die verbonden zijn door een of meer geledingen. Bij trams worden deze delen meestal (wagen)bakken genoemd.

## Geschiedenis
De ontwikkeling van de gelede tram ontstond uit de behoefte om met grotere eenheden te gaan rijden. Voordeel van grotere trams is dat meer passagiers met dezelfde hoeveelheid personeel vervoerd konden worden. De eerste generatie gelede trams bestond uit tweeassige of vierassige motorwagens die door middel van een harmonica direct met elkaar werden verbonden. Dit model werd vanaf de jaren twintig voor korte tijd gangbaar. Omstreeks 1930 werd het model twee-kamers-met-bad ('two rooms-with-a-bath') ontwikkeld: twee tweeassige motorwagens werden met een zwevende middenbak met elkaar verbonden. Ook uit dezelfde tijd dateren de eerste enkelgelede trams op draaistellen, waarbij de beide wagenbakken op een gemeenschappelijk jacobsdraaistel rustten.

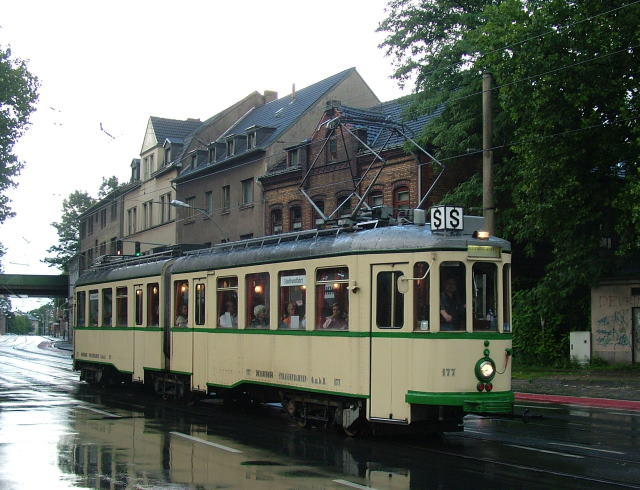
Gelede tram uit Duisburg uit 1926
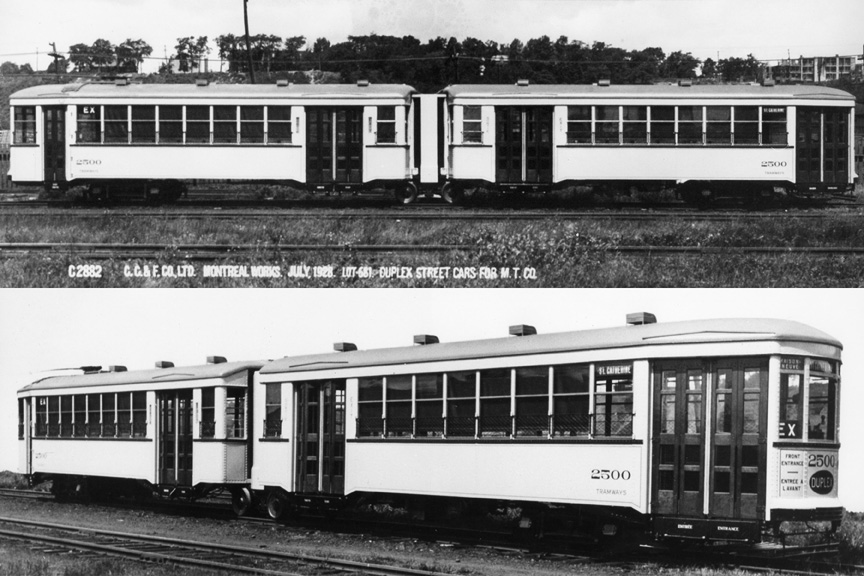
Glede tram in Montreal in 1928

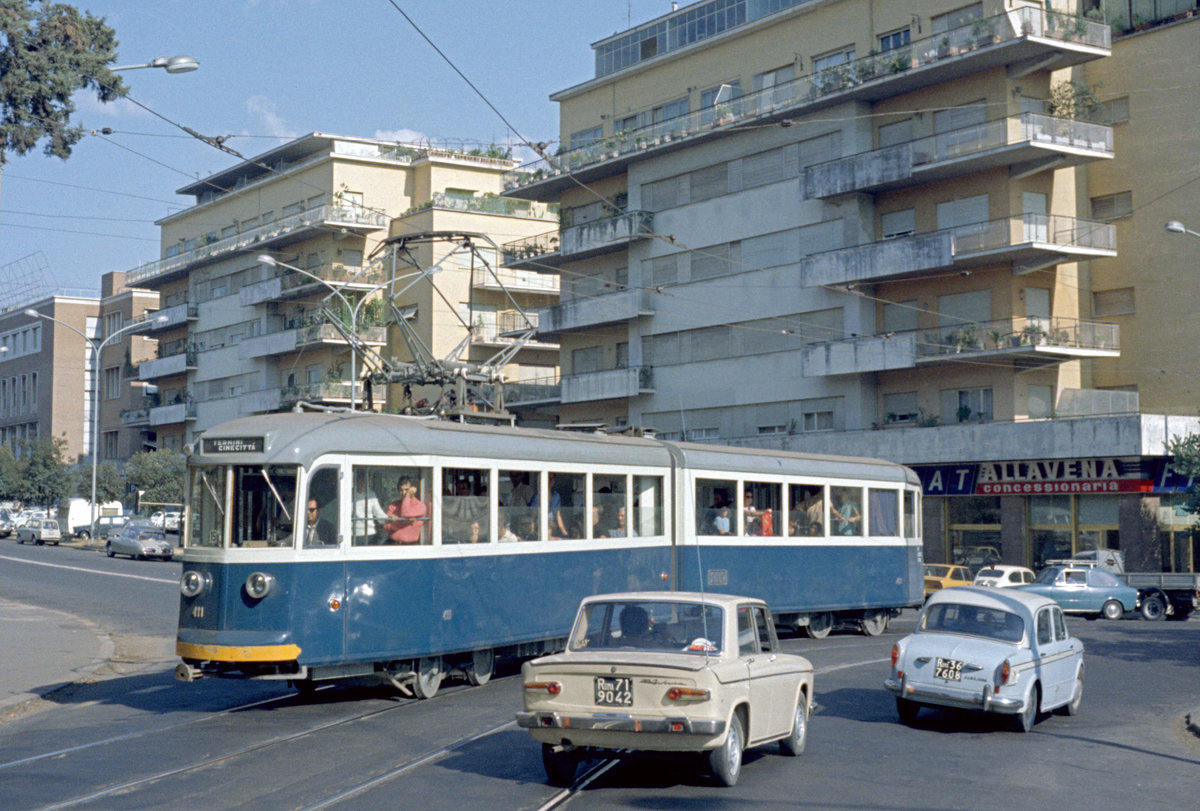
Het eerste gelede type van Urbinati.

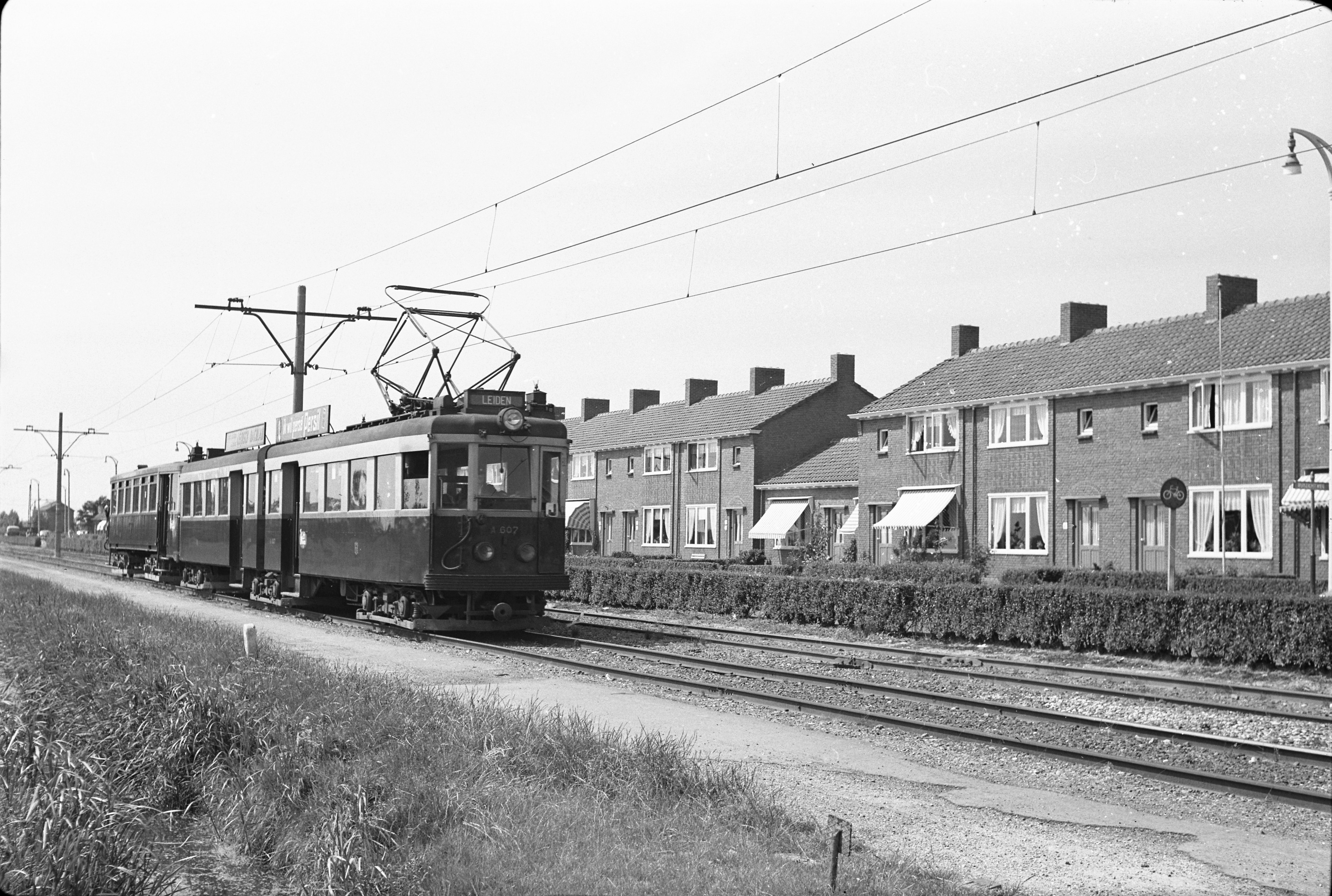
Gelede tram van de NZH

### Bloeitijd
Omstreeks 1940 kwamen de eerste gelede trams met kokergeleding, een ontwerp van de Italiaanse ingenieur Urbinati, die in Rome en in Milaan trams van dit type introduceerde. Dit tramtype werd vanaf de jaren vijftig in Europa op grote schaal toegepast. Ook in andere landen, met name in Duitsland, maakte de gelede tram een grote ontwikkeling door. Daar kwamen naast de veel voorkomende zesassers en achtassers ook tienassers en zelfs twaalfassers voor, deze laatste trams hadden vijf wagenbakken. Ook gelede bijwagens werden op enkele plaatsen toegepast. De sinds de jaren negentig ontwikkelde lagevloertrams zijn alle gelede trams, maar de geledingen rusten hierbij niet meer op draaistellen, maar zijn uitgevoerd als oplegger of met zwevende geledingen.

## In de Benelux

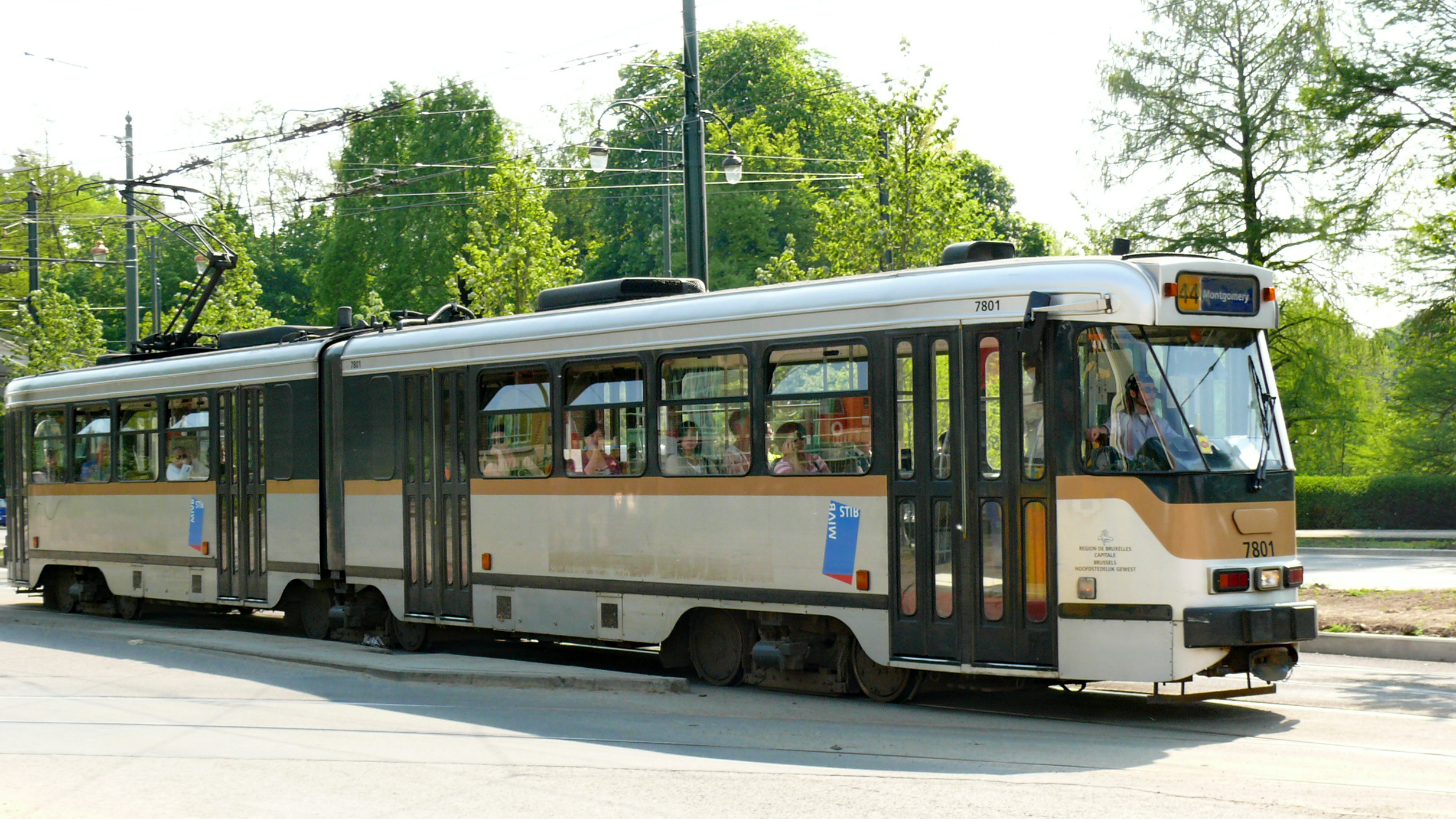
Enkelgelede PCC-car in Brussel

### België
In België werden in Brussel vanaf de jaren zeventig gelede trams geïntroduceerd, eerst zesassers en later ook achtassers. Bij de toenmalige NMVB kwamen vanaf 1981 de eerste enkelgelede trams in dienst. Deze trams van BN gingen aan de kust rijden en in/om Charleroi. Bij de Kusttram werd een deel hiervan inmiddels verlengd tot achtassers, met een middenbak met verlaagd vloergedeelte. Sinds eind jaren 90 rijden er ook in Antwerpen en Gent gelede trams: deze hebben echter een lage vloer.

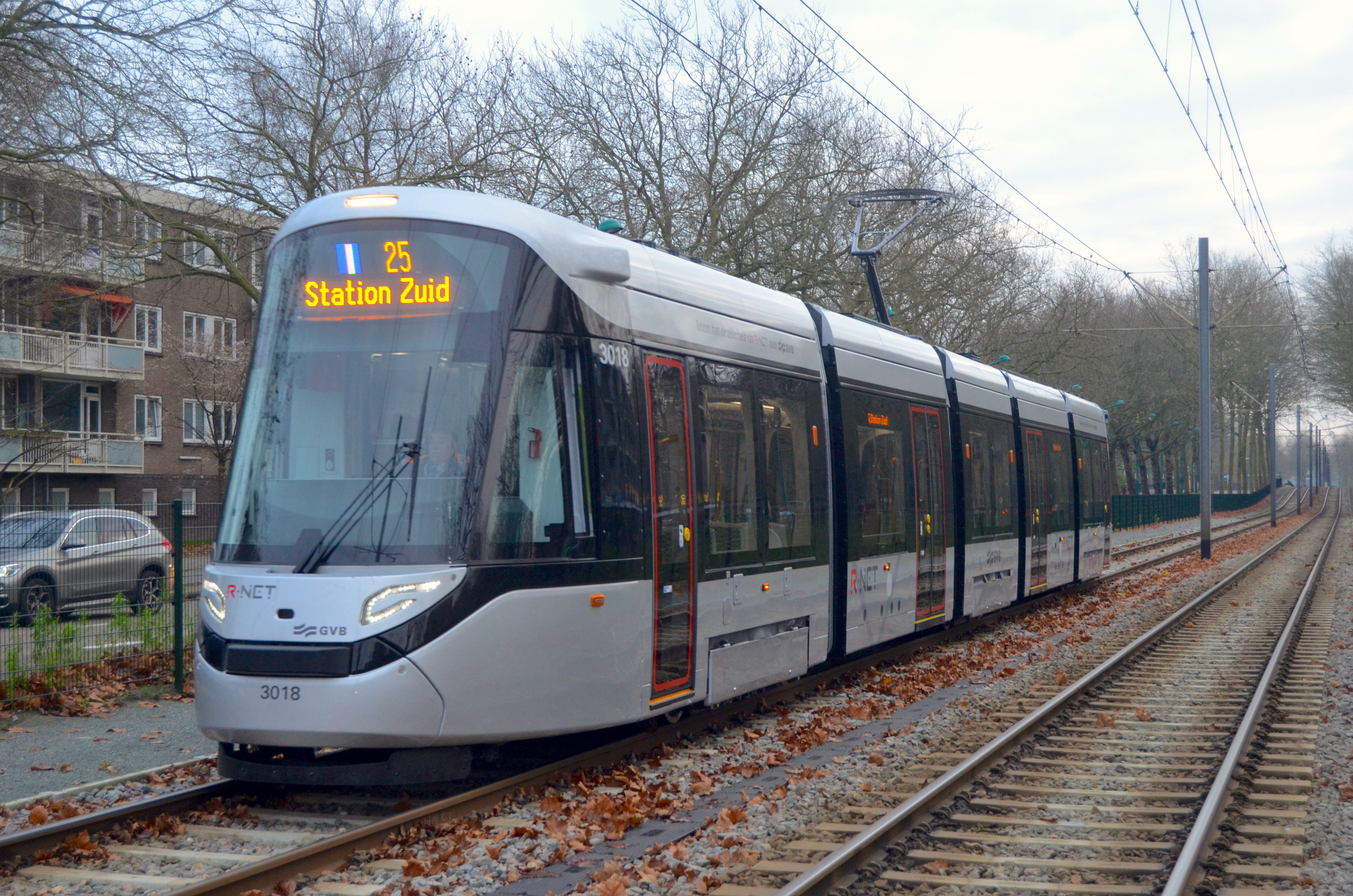
Gelede lagevloer tram van Amsterdam

### Nederland
Een vroeg voorbeeld in Nederland van een geleding met Jacobsdraaistellen was het type A600-en van de Blauwe Tram uit 1932. De eerste enkelgelede trams van het type Urbinati verschenen in Amsterdam en Rotterdam in 1957. In 1958 werd in Amsterdam de eerste dubbelgelede tram geïntroduceerd, deze had een derde bak in het midden gekregen die ook op draaistellen rustte. Hiermee was een achtassige tram ontstaan. Dit tramtype werd in Amsterdam en Rotterdam in de jaren zestig en zeventig op grote schaal aangeschaft. In Amsterdam reden tot de komst in 2002 van de Combino-trams zo'n 250 dubbelgelede trams op draaistellen. Ook in Den Haag verscheen vanaf 1981 een dubbelgelede tram: van het type GTL8 werden 147 stuks geleverd. Utrecht volgde in 1983 met enkelgelede sneltrams.

### Luxemburg
Eind 2017 kwam de tram terug in Luxemburg (stad). Hier rijden moderne gelede lagevloertrams van CAF van het type Urbos. Het gaat hier om het sinds de jaren 1990 weer populaire concept met zwevende middenbakken.